# Night Games (1980)
Night Games is een Amerikaanse erotische thriller uit 1980 onder regie van Roger Vadim, met in de hoofdrollen Cindy Pickett, Barry Primus, Joanna Cassidy en Paul Jenkins.

## Verhaal
Valerie is een huisvrouw in Beverly Hills die getraumatiseerd is nadat ze als tiener verkracht werd. Ze kan nog steeds geen bevredigend seksleven hebben met haar man, die haar uiteindelijk verlaat. Alleen achtergebleven in een groot huis, verzandt Valerie in seksuele fantasieën, terwijl ze wordt geconfronteerd met het gevaar van een andere potentiële verkrachter.

## Rolverdeling
| Acteur         | Personage         |
| -------------- | ----------------- |
| Cindy Pickett  | Valerie St. John  |
| Joanna Cassidy | Julie Miller      |
| Barry Primus   | Jason St. John    |
| Paul Jenkins   | Sean Daniels      |
| Gene Davis     | Timothy           |
| Mark Hanks     | The Phantom       |
| Juliet Fabriga | Alicia            |
| Clem Persons   | Jun               |
| Carla Reynolds | Valerie (13 jaar) |
| Rene Knecht    | Blake             |
| Pamela Mellish | Sandra            |

## Productie
Roger Vadim maakte eerder een aantal provocerende films, waaronder Et Dieu... créa la femme en Barbarella. Hij trouwde ook met de hoofdrolspeelsters uit deze films, respectievelijk Brigitte Bardot en Jane Fonda.
Hij zou een vampierenfilm maken met ex-vriendin Catherine Deneuve in de hoofdrol, maar stelde die uit om Night Games te maken. Naar eigen zeggen was hij voor die film op zoek was naar een nieuwe Vivien Leigh van ongeveer 27 jaar oud. De keuze viel op Cindy Pickett, een relatief onbekende actrice uit de soapserie Guiding Light. Pickett en Vadim hadden een relatie tijdens de opnames van de film, maar de relatie eindigde toen de film ingeblikt was.
De financiering kwam deels uit de Filipijnen, waar een deel van de film werd opgenomen. Andere financiering kwam van Raymond Chow van Golden Harvest.

## Ontvangst
Night Games was geen commercieel succes en ook de meningen van de critici waren negatief. Roger Ebert gaf de film één ster op vier en schreef dat de film onhandig in elkaar is gezet op basis van een dom scenario. The New York Times bekritiseerde het acteerwerk van Pickett en de stroeve dialogen.